# Simpozij Obdobja
Das Simpozij Obdobja, auch Mednarodni simpozij Obdobja (deutsch Symposium Zeitalter), ist ein internationaler slowenistischer Kongress, der vorrangig von Sprach-, Literatur- und Kulturwissenschaftlern, aber auch Vertretern anderer Geisteswissenschaften, die sich mit auf Slowenien bezogenen Themen beschäftigen, besucht wird. Ausrichter des Symposiums ist die Abteilung für Slowenistik der Philosophischen Fakultät der Universität Ljubljana, welche auch die Themen des Symposiums auswählt.

## Geschichte
Die Idee des Symposiums entwickelte sich Mitte der 1970er Jahre aus dem Seminar für Slowenische Sprache, Literatur und Kultur, welches auch Vorträge in- und ausländischer Slawisten miteinschloss. Das Symposium stellt seit 1980 thematisch eine Einführung für dieses Seminar dar.

## Sammelbände des Symposiums
Ab der Ausgabe 19 stehen die Beiträge als PDF auf der Archivwebsite des Center za slovenščino kot drugi in tuji jezik der Universität Ljubljana zur Verfügung.
- 1, 1979: Obdobje razsvetljenstva v slovenskem jeziku, književnosti in kulturi. (Thema: Das Zeitalter der Aufklärung in der slowenischen Sprache, Literatur und Kultur).
- 2, 1980: Obdobje romantike v slovenskem jeziku, književnosti in kulturi. (Thema: Das Zeitalter der Romantik in der slowenischen Sprache, Literatur und Kultur).
- 3, 1981: Obdobje realizma v slovenskem jeziku, književnosti in kulturi. (Thema: Das Zeitalter des Realismus in der slowenischen Sprache, Literatur und Kultur).
- 4, 1982: Obdobje simbolizma v slovenskem jeziku, književnosti in kulturi. (Thema: Das Zeitalter des Symbolismus in der slowenischen Sprache, Literatur und Kultur).
- 5, 1983: Obdobje ekspresionizma v slovenskem jeziku, književnosti in kulturi. (Thema: Das Zeitalter des Expressionismus in der slowenischen Sprache, Literatur und Kultur).
- 6, 1984: 16. stoletje v slovenskem jeziku, književnosti in kulturi. (Thema: Das 16. Jahrhundert in der slowenischen Sprache, Literatur und Kultur).
- 7, 1985: Socialni realizem v slovenskem jeziku, književnosti in kulturi. (Thema: Der soziale Realismus in der slowenischen Sprache, Literatur und Kultur).
- 8, 1986: Sodobni slovenski jezik, književnost in kultura. (Thema: Die gegenwärtige slowenische Sprache, Literatur und Kultur).
- 9, 1987: Obdobje baroka v slovenskem jeziku, književnosti in kulturi. (Thema: Das Zeitalter des Barock in der slowenischen Sprache, Literatur und Kultur).
- 10, 1988: Obdobje srednjega veka v slovenskem jeziku, književnosti in kulturi. (Thema: Das Zeitalter des Mittelalters in der slowenischen Sprache, Literatur und Kultur).
- 11, 1989: Obdobje slovenskega narodnega preporoda. (Thema: Das Zeitalter der nationalen Wiedergeburt).
- 12, 1990: Ramovšev zbornik. (Thema: Fran Ramovš (1890–1952), slowenischer Linguist).
- 13, 1991: Miklošičev zbornik. (Thema: Franz von Miklosich (1813–1891), österreichisch-slowenischer Philologe, Mitbegründer der Slawistik).
- 14, 1992: Individualni in generacijski ustvarjalni ritmi. (Thema: Individuelle und generationenbezogene Initiationsriten).
- 15, 1993: Kopitarjev zbornik. (Thema: Jernej Kopitar (1780–1844), slowenischer Sprachwissenschaftler, Mitbegründer der Slawistik und des Austroslawismus).
- 16, 1994: Sonet in sonetni venec. (Thema: Sonett und Sonettenkranz).
- 17, 1995: Vatroslav Oblak (Thema: Vatroslav Oblak (1864–1896), slowenischer Sprachforscher).
- 18, 1996: Historizem v raziskovanju slovenskega jezika, književnosti in kulture. (Thema: Historismus in der Erforschung der slowenischen Sprache, Literatur und Kultur).
- 19, 1997: Romantična pesnitev. (Thema: Romantische Poesie).
- 20, 1998: Slovenski knjižni jezik – aktualna vprašanja in zgodovinske izkušnje. (Thema: Die slowenische Literatursprache - aktuelle Themen und historische Erfahrung).
- 21, 2002: Slovenski roman. (Thema: Der slowenische Roman).[3][4]
- 22, 2003: Členitev jezikovne resničnosti. (Thema: Einteilung der sprachlichen Wirklichkeit).
- 23, 2004: Slovenska kratka pripovedna proza. (Thema: Slowenische kurze Erzählprosa).
- 24, 2005: Razvoj slovenskega strokovnega jezika. (Thema: Entwicklung der slowenischen Fachsprache).
- 25, 2006: Književnost v izobraževanju – cilji, vsebine, metode. (Thema: Literatur und Bildung - Ziele, Inhalte und Methoden).
- 26, 2007: Slovenska narečja med sistemom in rabo. (Thema: Die slowenischen Dialekte zwischen System und Anwendung).
- 27, 2008: Reformacija na Slovenskem. (Thema: Die Reformation in Slowenien).
- 28, 2009: Infrastruktura slovenščine in slovenistike. (Thema: Die Infrastruktur der Slowenistik und des Slowenischen).
- 29, 2010: Sodobna slovenska književnost (1980–2010). (Thema: Zeitgenössische slowenische Literatur).
- 30, 2011:  Meddisciplinarnost v slovenistiki. (Thema: Interdisziplinarität in der Slowenistik).[5]
- 31, 2012: Slovenska dramatika. (Thema: Das slowenische Drama).[6]
- 32, 2013: Družbena funkcijskost jezika. (Thema: Die gesellschaftliche Funktion der Sprache).
- 33, 2014: Recepcija slovenske književnosti. (Thema: Die Rezeption der slowenischen Literatur).[7]
- 34, 2015: Slovnica in slovar - aktualni jezikovni opis. (Thema: Grammatik und Wörterbuch: die aktuelle Beschreibung der Sprache).[8][9]
- 35, 2016: Toporišičeva Obdobja. (Thema: Das Zeitalter von Jože Toporišič (1926–2014), slowenischer Linguist).
- 36, 2017: Rokopisi slovenskega slovstva od srednjega veka do moderne (Thema: Handschriften des slowenischen Schrifttums vom Mittelalter bis zur Neuzeit)
- 37, 2018: Starejši mediji slovenske književnosti: Rokopisi in tiski (Thema: Die älteren der slowenischen Literatur: Handschriften und Drucke)

Die Publikationsreihe und das Symposium haben einen h-Index von 6.